# Autaias Amatúnio
Autaias (em grego: Αυταϊας; romaniz.: Autaïas; em armênio: Աւտայ; romaniz.: Awtay) ou Ota (em armênio: Օտա) foi um nobre armênio do século III.

## Nome
Autaias (Αυταϊας, Autaïas) é a forma grega do armênio Autai (Աւտայ, Awtay), que também foi registrado como Ota (Օտա). Ferdinand Justi propôs que possa ter alguma relação com Ótis (Οτυς, Otys), o nome de um dos reis da Paflagônia segundo Estrabão.

## Vida
A parentela de Autaias é incerta, mas se sabe que pertencia à família Amatúnio. Esteve ativo em meados do século III. Depois que o rei Cosroes II (r. 279/80–287) foi assassinado por Anaco, o Parta a mando do xainxá do Império Sassânida, a nobreza armênia aceitou se submeter aos iranianos, exceto Autaias, que se escondeu na fortaleza de Ani, onde viveu com sua esposa de nome incerto da família Selcúnio e sua filha adotiva Cosroviducte, filha do falecido Cosroes e irmã do futuro Tiridates III (r. 298–330). Em 298, Tiridates retornou à Armênia acompanhado de tropas romanas que o instalaram no trono de seu pai. Quando chegou em Cesareia Mázaca, soube que Autaias cuidou de sua irmã e guardou em sua fortaleza os tesouros reais. Como recompensa, o nomeou azarapates. Quiçá por instigação de Cosroviducte, foi responsável por resgatar Gregório, o Iluminador de sua prisão perto de Artaxata. Em data incerta, foi morto por Esluco, seu cunhado, sob ordens do xainxá do Império Sassânida.

## Avaliação
Moisés de Corene descreveu Autaias como homem justo e perseverante, confiável e muito sábio que, embora não fosse cristão, percebeu a falsidade dos ídolos.